# Marijeta Vidak
Marijeta Vidak (Virovitica, 14. kolovoza 1992.), hrvatska rukometašica, članica francuskog rukometnog kluba Fleury Loiret HB. Igra na mjestu lijevog vanjskog.

## Karijera
Karijeru je započela 2001. godine u rodnom gradu u ŽRK Tvin. Od 2008. godine članica je koprivničke Podravke Vegete. U Podravki je najprije igrala u drugom sastavu, Podravki Lino, a prošla je i sve reprezentativne selekcije i bila članica reprezentacije Hrvatske u nižim kategorijama.  U dijelu sezone 2011/12. otišla je na posudbu u Zelinu, a potom se vratila i igrala je opet u Podravki Vegeti. Nakon isteka ugovora 2018. prelazi u rumunjski SCM Gloria Buzău, 2020. je nastupala za Umag, a od 2021. je članica Fleury Loiret HB. Nastupala je za Hrvatsku na dva Europska prvenstva 2016. u Švedskoj i 2020. Danskoj.